# Relazioni bilaterali tra Italia e Tunisia
Le relazioni bilaterali tra Italia e Tunisia sono relazioni estere tra la Repubblica italiana e la Repubblica tunisina. Entrambi i paesi stabilirono relazioni diplomatiche nel 1957. L'Italia ha un'ambasciata a Tunisi e 3 consolati onorari (a Biserta, Sfax e Sousse). La Tunisia ha un'ambasciata a Roma, un consolato generale a Palermo, 3 consolati (a Genova, Milano e Napoli) e 2 consolati onorari (a Bari e Novara).
Entrambi i paesi sono membri a pieno titolo dell'Unione per il Mediterraneo. C'era un'importante comunità italiana che viveva in Tunisia prima dell'indipendenza; nel ventunesimo secolo esiste una comunità tunisina in Italia. Nel 2020, durante l'emergenza COVID-19 in Italia, è stata tra le poche nazioni a fornire personale medico all'Italia.